# Staufenberg (Göttingeni járás)
Staufenberg település Németországban, azon belül Alsó-Szászország tartományban. Lakosainak száma 7710 fő (2023. december 31.).

## Népesség
A település népességének változása:
| Lakosok száma | 7855 | 7835 | 7801 | 7687 | 7811 | 7710 |
|               | 2016 | 2017 | 2019 | 2021 | 2022 | 2023 |